# 崇文门内大街
39°54′12″N 116°24′43″E / 39.90343°N 116.41205°E
崇文门内大街是位于中国北京市东城区中部的一条大街。因位于北京内城崇文门内而得名。

## 简介
崇文门内大街北起建国门内大街，南到崇文门西大街。元大都在今崇文门稍北处建“文明门”，取《周易》“文明以健”，“其德刚健而文明”之意。明朝永乐十七年（1419年）扩建北京城，北京内城南城墙在元大都南城墙的基础上南移两千七百丈重建，向南移动至崇文门、正阳门、宣武门一线。崇文门最初仍称“文明门”。明朝正统四年改称“崇文门”。明朝时，该大街遂称“崇文门里大街”。清朝宣统年间，称“崇文门大街”，中华民国沿用此称。 1949年后，改称“崇文门内大街”。
崇文门内大街西侧有同仁医院、东单公园、东单体育中心；东侧原来多为小型商店，后来兴建了金朗大酒店（2004年改为同仁医院东区）、内蒙古大厦。

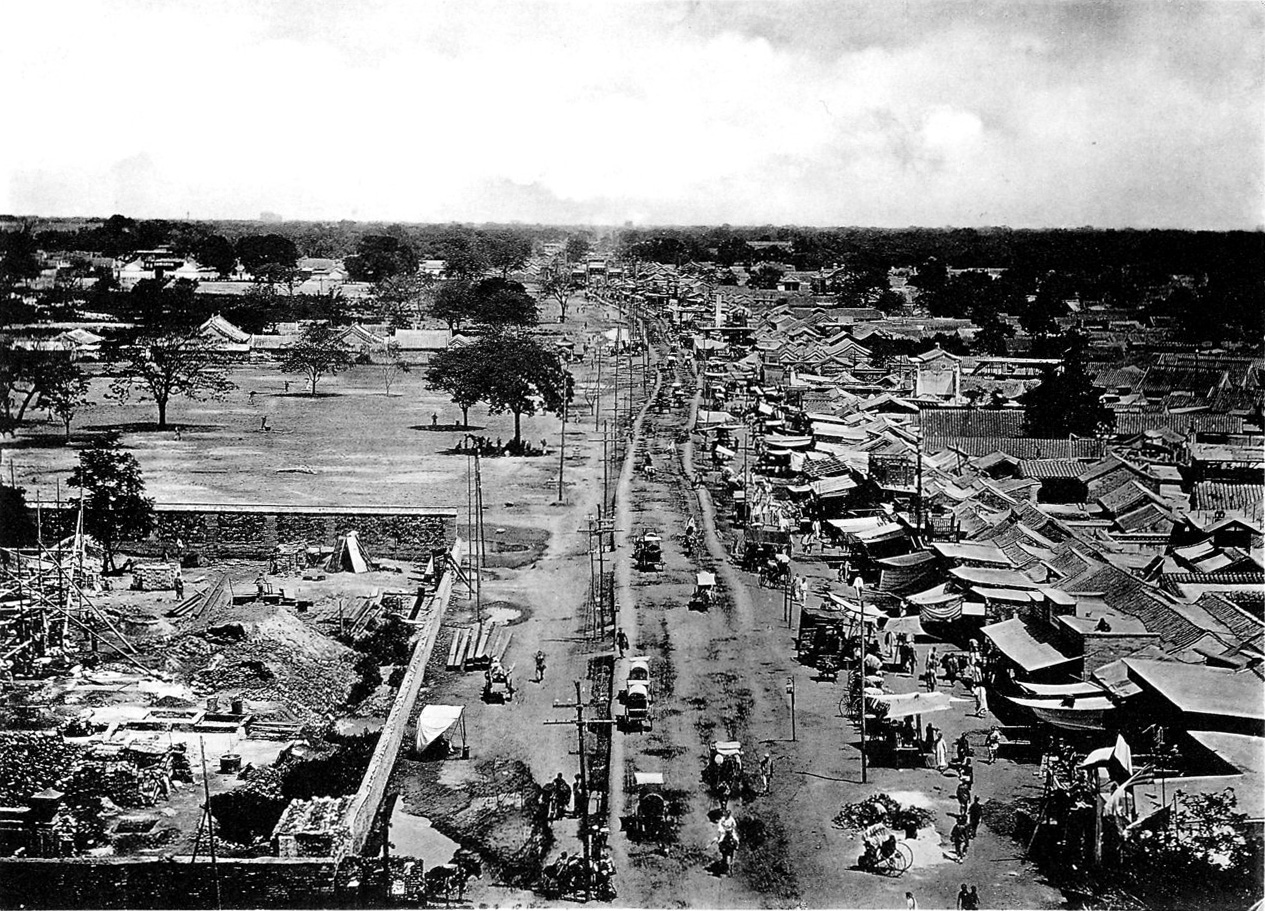
1900年前后的今崇文门北大街。自崇文门城楼向北拍摄。
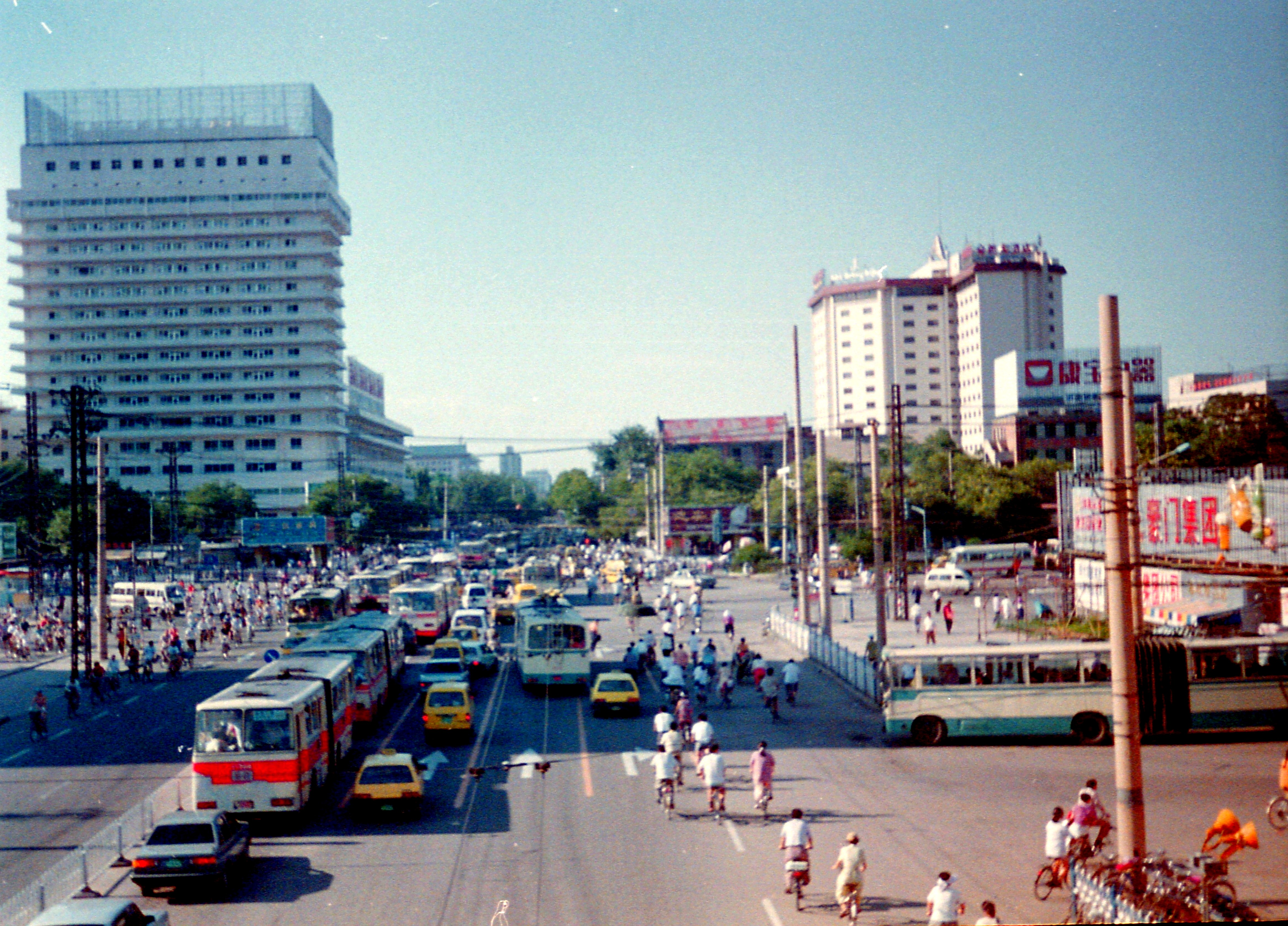
1994年自南向北拍摄的崇内大街，可见同仁医院及其对面的亚视金朗大酒店（2004年改建成同仁医院东区[2]）
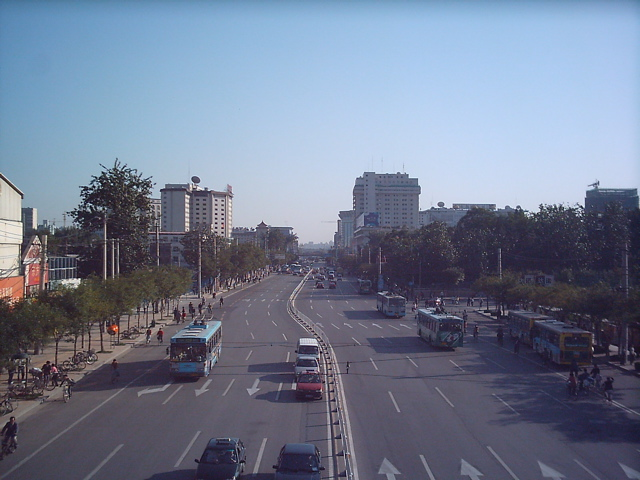
2004年10月2日的东单